# 共済ホール
共済ホール（きょうさいホール）は、北海道札幌市中央区の共済ビル6階にある劇場式ホールである。

## 施設概要
- 所在地 - 札幌市中央区北4条西1丁目 共済ビル6階
- 客席 - 650席
- 管理・運営 - 株式会社 コープ・アイ（JA共済連の関連会社）[1]